# مرتسیگ-وادرن
مرتسیگ-وادرن (به آلمانی: Merzig-Wadern) یک ناحیه روستایی در آلمان است که در زارلاند واقع شده‌است.

## خصوصیات
مرتسیگ-وادرن  ۱۰۶٬۰۸۸ نفر جمعیت دارد.

## شهرک‌ها و شهرداری‌ها
| شهرک‌ها             | شهرداری‌ها                                                |
| ------------------ | -------------------------------------------------------- |
| 1. مرتسیگ 2. وادرن | 1. بکینگن 2. لوسهایم ام زی 3. متلاخ 4. پرل 5. وایس کیرشن |